# All Through the House
All Through the House (Por toda la casa en España y La visita en  Hispanoamérica) es el sexto episodio de la segunda temporada de Love, Death & Robots. Es el episodio número 24 de la serie en general. Está basada en la historia corta homónima de Joachim Heijndermans. El episodio trata de 2 niños pequeños que despiertan en Nochebuena a consecuencia de unos ruidos, creyendo que es Santa Claus, deciden escabullirse hacia la sala de estar para verlo .Se estrenó el 14 de mayo del 2021 en Netflix.

## Argumento
En plena Nochebuena, dos niños pequeños, los hermanos Leah y Billy, despiertan a consecuencia de los constantes ruidos provenientes de la sala de estar, entonces deciden bajar para poder ver a Santa Claus. Ya en la sala de estar, ambos hermanos miran inicialmente la silueta de Santa Claus, pero repentinamente la silueta cambia a una monstruosa y grotesca. La criatura en cuestión era oscura, no poseía ojos, tenía un par de patas delanteras que se asemejan a la de un insecto, una boca llena de dientes filosos y un par de manos que sobresalen de los bordes en forma de mandíbula.
La criatura procede a comerse las galletas y la leche dejada por los niños para Santa, después de eso prosigue a revisar el árbol. Los niños ven esta oportunidad para irse, pero terminan alertando a la criatura de su presencia. La criatura comienza a acercarse peligrosamente a los niños, hasta que los termina acorralándolos en una pared, la criatura posa su mirada en Leah, para luego proclamar que ella es "buena" y luego regurgita un regalo de Navidad cuidadosamente envuelto para dárselo a Leah. Repite el mismo acto pero con Billy, dándole una palmada amistosa en la cabeza. De ahí, la criatura procede a irse por la chimenea.
Leah y Billy, vuelven a la cama conmocionados por el encuentro con la criatura. Se quedan mirando el techo, preguntándose qué habría pasado si la criatura los hubiera considerado "malos".

## Reparto de Voces
| Personaje   | Actor/Actriz original Estados Unidos | Actor/Actriz de doblaje Hispanoamérica | Actor/Actriz de doblaje España |
| ----------- | ------------------------------------ | -------------------------------------- | ------------------------------ |
| Leah        | Divi Mittal                          | Elizabeth Infante                      | Lucía Pérez                    |
| Billy       | Sami Amber                           | Tenyo Vargas                           | Miquel Ros                     |
| Santa Claus | Fred Tatasciore                      | Juan José Hernández                    | Pedro Tena                     |
| Criatura    | Fred Tatasciore                      | -                                      | Héctor Garay                   |

## Símbolos
Al finalizar el intro, se nos presenta una serie de 3 símbolos, siendo: Un corazón (❤), una equis (❌) y una cabeza robótica (🤖); reflejando amor, muerte y robots respectivamente. De ahí los símbolos cambian velozmente, acoplándose a la temática del episodio en cuestión, en cada episodio los símbolos son distintos. En All Through the House nos presentan los siguientes símbolos:
- Un árbol de Navidad (🎄)
- Un regalo envuelto (🎁)
- Una gota de sangre (🩸)

## Lanzamiento
All Through the House se estrenó el 14 de mayo de 2021 en Netflix junto con el resto de episodios que componen el volumen 2.